# Trapetsregeln

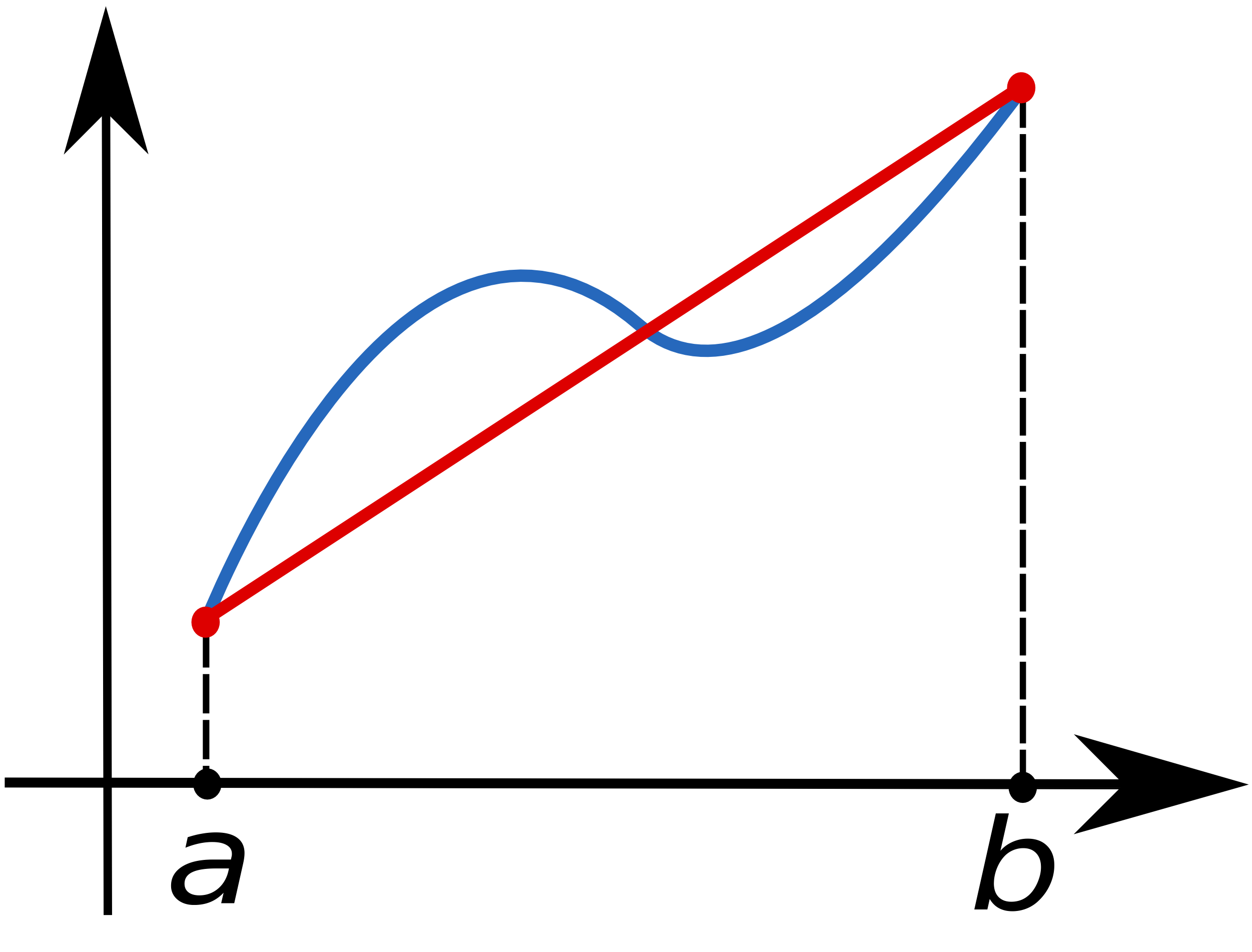
Approximation av integralen med en trapets.

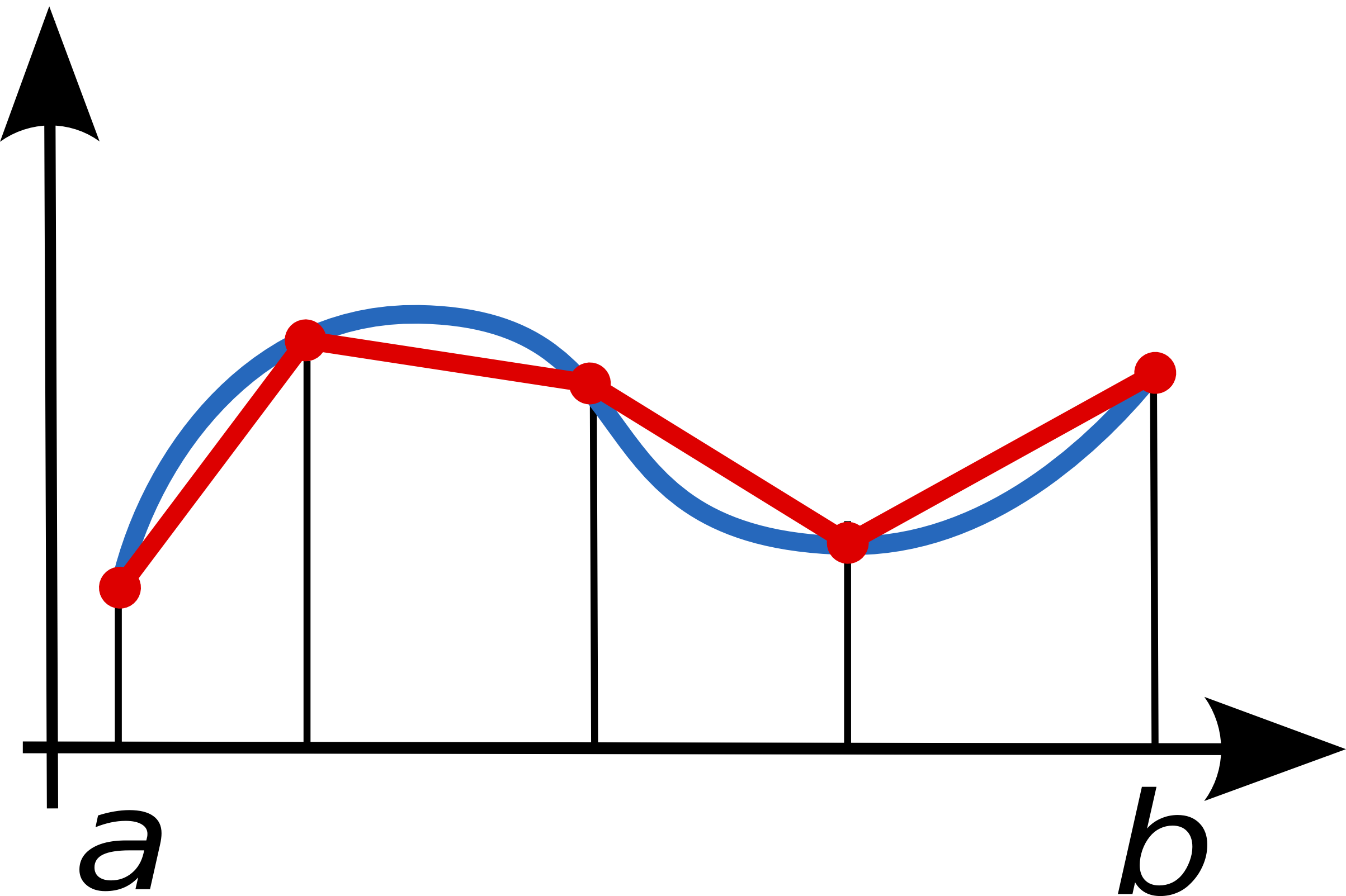
Sammansatta trapetsregeln

Trapetsregeln (ej att förväxla med trapetsmetoden) är en numerisk metod för att approximera en bestämd integral på formen {\displaystyle \textstyle \int _{a}^{b}f(x)\mathrm {d} x}.
Metoden går ut på att integralen av {\displaystyle f(x)} på intervallet {\displaystyle [a,b]} kan approximeras med en trapets,
{\displaystyle \int _{a}^{b}f(x)\mathrm {d} x\approx (b-a){\frac {f(a)+f(b)}{2}}.}

## Sammansatta trapetsregeln
Genom att dela in intervallet {\displaystyle [a,b]} i {\displaystyle N} stycken delintervall med längd {\displaystyle h=(b-a)/N} och tillämpa trapetsregeln på vart och ett av delintervallen fås den sammansatta trapetsregeln,
{\displaystyle \int _{a}^{b}f(x)\mathrm {d} x\approx T(h):=h\sum _{k=1}^{N}{\frac {f(x_{k})+f(x_{k+1})}{2}},}
där {\displaystyle x_{k}=a+(k-1)h}, {\displaystyle k=1,...,N+1}, så att {\displaystyle x_{1}=a} och {\displaystyle x_{N+1}=b}.

### Varierande intervallängd
Om intervallängden {\displaystyle h_{k}=x_{k+1}-x_{k}} inte är konstant kan den sammansatta trapetsregeln uttryckas på sin allmänna form,
{\displaystyle \int _{a}^{b}f(x)\mathrm {d} x\approx \sum _{k=1}^{N}(x_{k+1}-x_{k}){\frac {f(x_{k})+f(x_{k+1})}{2}}.}

## Trunkeringsfel
Trunkeringsfelet för den sammansatta trapetsregeln kan uttryckas som 
{\displaystyle e(h)=\int _{a}^{b}f(x)\mathrm {d} x-T(h)=c_{1}h^{2}+c_{2}h^{4}+c_{3}h^{6}+...={\mathcal {O}}(h^{2}),}
det vill säga den dominerande feltermen är proportionell mot {\displaystyle h^{2}}, så metoden har noggrannhetsordning två.